# Choi Sol-gyu
Choi Sol-gyu (kor. 최솔규; * 5. August 1995, auch Choi Sol-kyu) ist ein südkoreanischer Badmintonspieler. 

## Karriere
Choi Sol-gyu gewann bei der Badminton-Juniorenweltmeisterschaft 2011 Bronze im Mixed mit Chae Yoo-jung und Silber mit dem südkoreanischen Team. Ein Jahr später wurden beide gemeinsam Juniorenasienmeister.  
Bei den Erwachsenen startete er beim Korea Open Grand Prix Gold 2011 und der Korea Open Super Series 2013, wodurch er sich auf Weltranglistenplatz 277 im Doppel und 275 im Mixed verbesserte. 